# ジーン・ジョーンズ
ジーン・ジョーンズ（Gene Jones）は、アメリカ合衆国の俳優である。

## 来歴
1990年から、米国のドキュメンタリー・ミニシリーズ『The Civil War』で俳優として活動をし始め、デイヴ・シャペルがホストのコメディ番組『シャペル・ショー』のコントコーナーなどへも出演。2007年にコーエン兄弟が監督したスリラー映画『ノーカントリー』へ出演し、ハビエル・バルデム演じる殺し屋が立ち寄るガソリンスタンドで、殺し屋にコイントスを強要されて翻弄される店主を演じている。それまでは、あまり大きな役柄で出演することがほとんどなかったが、2013年にイーライ・ロスが製作したドキュメンタリー方式で撮影されたホラー映画『サクラメント 死の楽園』にメインキャストとして出演。同作では実際に起こった教団の集団自殺を基に作られており、ジョーンズはカルト教団の教祖を演じている。物語のキーパーソンということもあり、公開時の映画ポスターはジョーンズ演じるキャラクターをメインにデザインされた。2015年には、クエンティン・タランティーノ監督の『ヘイトフル・エイト』へも出演し、サミュエル・L・ジャクソンらとも共演している。

## 出演作品

### 映画
- ノーカントリー No Country for Old Men (2007)
- Working It Out (2010)
- ティモシーの小さな奇跡 The Odd Life of Timothy Green (2012)
- オズ はじまりの戦い Oz the Great and Powerful (2012)
- サクラメント 死の楽園 The Sacrament (2013)
- ロビン・ウィリアムズのクリスマスの奇跡 A Merry Friggin' Christmas (2014)
- Bug (2015)
- ディメンシア Dementia (2015)
- ヘイトフル・エイト The Hateful Eight (2015)
- Uncaged (2016)
- グッバイ、ケイティ Katie Says Goodbye (2016)
- スパロークリーク 野良犬たちの長い夜 The Standoff at Sparrow Creek  (2018)
- キラーズ・オブ・ザ・フラワームーン Killers of the Flower Moon (2023)

### テレビドラマ
- The Civil War (1990)
- シャペル・ショー Chappelle's Show (2004)
- ハウス・オブ・カード 野望の階段 House of Cards (2013)
- ボードウォーク・エンパイア 欲望の街 Boardwalk Empire (2013)
- Vinyl (2016)

### ビデオゲーム
- Red Dead Revolver (2004)